# André Verchuren
André Edmond Verschuere, dit André Verchuren, né le 28 décembre 1920 à Neuilly-sous-Clermont, dans l'Oise, et mort le 10 juillet 2013 à Chantilly, est un accordéoniste français.
En 1936, à l'âge de 16 ans, il remporte le concours international d'accordéon de Soignies, en jouant l'ouverture des Saltimbanques debout, contre les codes de l'époque. Il est l’accordéoniste ayant vendu le plus de disques, avec plus de 70 millions d'unités vendues.

## Biographie

### Origines familiales
André Verchuren est né Belge, issu d'une famille originaire de Knesselare en Belgique ; son grand-père est Petrus Verschuere (1865-1909), accordéoniste et vendeur de bijoux, venu travailler dans les mines. Ce dernier est venu en France avec sa femme et ses enfants dont Raymond Verschuere, père d'André Verchuren. Petrus s'installe ensuite dans le Pas-de-Calais à Pont-à-Vendin. Raymond Verschuere, accordéoniste professionnel (1894-1975), est venu à Neuilly-sous-Clermont pour rendre visite à un oncle, et il fit la connaissance de Marie-Clémence Massez, couturière (1899-1993), originaire d'Ully-Saint-Georges, ancien village rattaché à la commune de Rantigny. Il se fixe alors dans la région et se marie avec cette dernière. Ils donnent naissance à un fils, André.

### Premier cachet
Le jeune André commence l'accordéon à 4 ans en suivant les cours de son père, Raymond. Il touche son premier cachet à 6 ans en animant un bal à Ponchon, accompagné de sa mère, Marie-Clémence, à la batterie. Ensuite, il dispense des cours dans l'école d'accordéon de son père. Il est embauché dans une usine de tréfilage, devient garçon de café et jardinier.

### Concours de Soignies
En 1936, à 16 ans, il remporte le concours international d'accordéon de Soignies, en jouant l'ouverture des Saltimbanques debout, contre les codes de l'époque. La coupe est remise des mains du roi Léopold III de Belgique. Cette compétition serait considérée comme un championnat du monde par certains mais la première Coupe du monde est disputée le 11 juin 1938 au Moulin de la Galette à Paris et dont le vainqueur est Freddy Balta,,.

### Seconde Guerre mondiale
Alors qu'il peut opter pour la nationalité française, le 3 janvier 1940, il décline cette nationalité. Il ne va être naturalisé français que le 5 avril 1957.
Pendant la Seconde Guerre mondiale, André Verchuren entre dans la Résistance en aidant des aviateurs alliés, abattus au-dessus de sa région, à se cacher. En juin 1944, il est dénoncé, arrêté par la Gestapo, torturé et envoyé au camp de Dachau dans le « Train de la mort », convoi no 7909, le 2 juillet 1944. Durant sa période de détention à Dachau, il est notamment affecté au personnel travaillant aux fours crématoires. Le 14 juillet 1944, il provoque les SS en faisant, au péril de sa vie, chanter La Marseillaise à tous ses camarades détenus du Block dans lequel il se trouve. Le 24 juillet, il est transféré à Neckarelz, camp annexe du KL Natzweiler. C'est un déporté résistant. À la sortie des camps, il lui faut plusieurs années pour que ses doigts retrouvent leur agilité.
Il reçoit le diplôme de reconnaissance des États-Unis envoyé par le président Dwight D. Eisenhower, pour l'aide qu'il a apportée aux aviateurs alliés.

### Carrière artistique
À partir de 1950, Verchuren voit sa carrière prendre forme à la suite de sa participation à l'émission populaire de Radio Luxembourg Swing contre musette (il a été inscrit à l'émission par son collègue Tony Murena). Il habite en 1951, au 45 rue Boursier à Creil, et cette année-là, il fait une demande à la Sacem pour être inscrit comme compositeur. Il en devient membre définitif le 16 décembre 1951 et il change à cette occasion provisoirement son patronyme pour Verschueren puis définitivement pour Verchuren.
Sélectionné pour un match organisé sur la scène du Moulin-Rouge auquel assistent en direct dix millions d'auditeurs, il emporte les suffrages. Grâce à Louis Merlin qui était présent dans la salle, il entre chez Decca, sa première maison de disques, avant d'intégrer la maison Festival. En 1956, il est le premier accordéoniste à se produire à l'Olympia à Paris pendant trois semaines. Le succès populaire est immédiat. Parallèlement à ses émissions à la radio (dix-sept ans sur RTL, puis treize sur Europe 1), « Verchu » va à la rencontre de ses auditeurs. Il sillonne la France entière, donnant, en moyenne, cent cinquante galas par an. Il affirmait : « Les bals, la musique, la route : autant de drogues pour moi. » Il a inventé la formule du « bal-music-hall ».
En 1968, André Verchuren publie ses mémoires sous le titre Mon accordéon et moi.
Il a joué lors du plus grand bal de France devant 125 000 spectateurs. Le 3 janvier 2007, il fête ses quatre-vingts ans de carrière lors d'un concert à l'Elispace de Beauvais.
Il a vendu plus de 70 millions d'albums, enregistré durant sa carrière 777 albums tous supports confondus (deux par semaine). En 1992, il affirme avoir parcouru 7 millions de km en voiture, un million en avion. Il a participé à plus de dix mille galas devant 40 millions de spectateurs.

### Fin de vie et sépulture
Il habite rue du Parc-Maillet à Creil pour ensuite vivre une retraite tranquille dans sa demeure de Gouvieux, et meurt le 10 juillet 2013 à l'âge de 92 ans d'un arrêt cardiaque alors qu'il dînait dans la pizzeria Le Napoli, à Chantilly (Oise).
Ses obsèques ont lieu le mercredi 17 juillet 2013, en l'église Notre-Dame-de-l'Assomption de Chantilly, avant son inhumation avec Micheline, décédée en 1974, et ses parents au cimetière Bourillon de Chantilly.

### Famille
Marié à Mireille Roux en 1946, il en divorce en 1950.
Il épouse Micheline Butot en 1953.
André Verchuren a deux fils : l’aîné Harry Williams, en hommage à un parachutiste que son père avait aidé pendant la guerre, est devenu producteur de musique ; le plus jeune se nomme André Verchuren Junior.
Son épouse Micheline Butot meurt en 1974 sur une route en Normandie près de Vire dans un accident de voiture alors qu'André est au volant. Il est lui-même légèrement blessé, et condamné pour homicide involontaire à trois mois d'emprisonnement avec sursis.

### Distinctions
André Verchuren a été gratifié des distinctions suivantes :
- Officier de la Légion d'honneur. En tant qu'ancien déporté-résistant, les insignes de chevalier de la Légion d'honneur le 5 mai 1986 ; il a été promu officier le 4 novembre 1997[16] ;
- un diplôme du président Eisenhower, lui signifiant la reconnaissance des États-Unis ;
- Commandeur de l'ordre national du Mérite. L'élévation au rang de commandeur de l'ordre national du Mérite au titre de sa carrière musicale le 17 novembre 2006[17] ;
- la médaille du département de l'Oise des mains de Jean-François Mancel, président du conseil général de l'Oise[18] ;
- Médaille militaire ;
- Croix du combattant volontaire de la Résistance ;
- Chevalier de l'ordre des Palmes académiques.

### Prix
André Verchuren a reçu les prix suivants :
- le prix de l’académie Charles-Cros ;
- le prix SNCF du lampiste ;
- le prix de Deauville catégorie « compositeurs » ;
- le premier prix à Bruxelles ;
- le premier prix à Paris ;
- le grand prix de la popularité des juke-boxes ;
- le prix Francis-Carco (pour son album Parade des Succès 1960) ;
- le grand prix Sacem de la musique instrumentale de variétés ;
- le grand prix de l’Académie du disque français.

## Discographie partielle
- Le Petit Chapeau tyrolien
- Ah! si j'étais resté célibataire
- Le Tango nous invite
- Ce soir, on va faire la java
- Le Chouchou de mon cœur
- Les Fiancés d'Auvergne
- Style musette
- Quand tu reviendras (avec Aimable)
- En amateur
- Le Plus Grand Bal du samedi soir
- Charleston à Paris
- Le chatouilleur de boutons
- La Valse des pompiers
- Les Routiers
- Accordéon rusticana
- Le Réveil de la volière
- Le Roi de l'arène
- Bonjour les amis
- La Valse de la fête foraine (avec Jo Moutet)
- Le top de l'accordéon

## Cinéma
- 1955 : Gueule d'ange : L'accordéoniste
- 1964 : Les femmes joyeuses du Tyrol : André Verchuren

## Radio et télévision
- Animateur de Radio Luxembourg et d'Europe 1 pendant trente ans (respectivement dix-sept et treize ans)
- Producteur d'émissions télévisées avec notamment Édouard Duleu[19]